# Chikkadiganahalli, Hunsur
Chikkadiganahalli là một làng thuộc tehsil Hunsur, huyện Mysore, bang Karnataka, Ấn Độ.